# Lluís Planagumà
Lluís Planagumà (født 25. oktober 1980) er en spansk tidligere fodboldspiller.